# 茱莉亚·玛格丽特·卡梅隆
茱莉亚·玛格丽特·卡梅隆（Julia Margaret Cameron，原姓Pattle；1815年6月11日—1879年1月26日）是一名英国摄影师，以她为各种维多利亚时代名人拍摄的软焦点相片出名。此外，她自己在社交界也有一定的影响力，曾在怀特岛弗雷什沃特举办沙龙。
她在48岁左右女儿送她一部相机后才开始研究摄影，后因能够迅速捕捉当代男女之美而受到欢迎。她的摄影生涯共持续12年，产出了900多张照片。在当时，她的作品也受到过一定的非议。一些批评家说它们像是业余作品，但整体上后世对其成就持积极态度。

## 生平
她出生于印度加尔各答加登里奇，父亲詹姆斯·帕特尔是一名英属东印度公司官员，母亲艾德琳·玛丽是一位法国贵族。

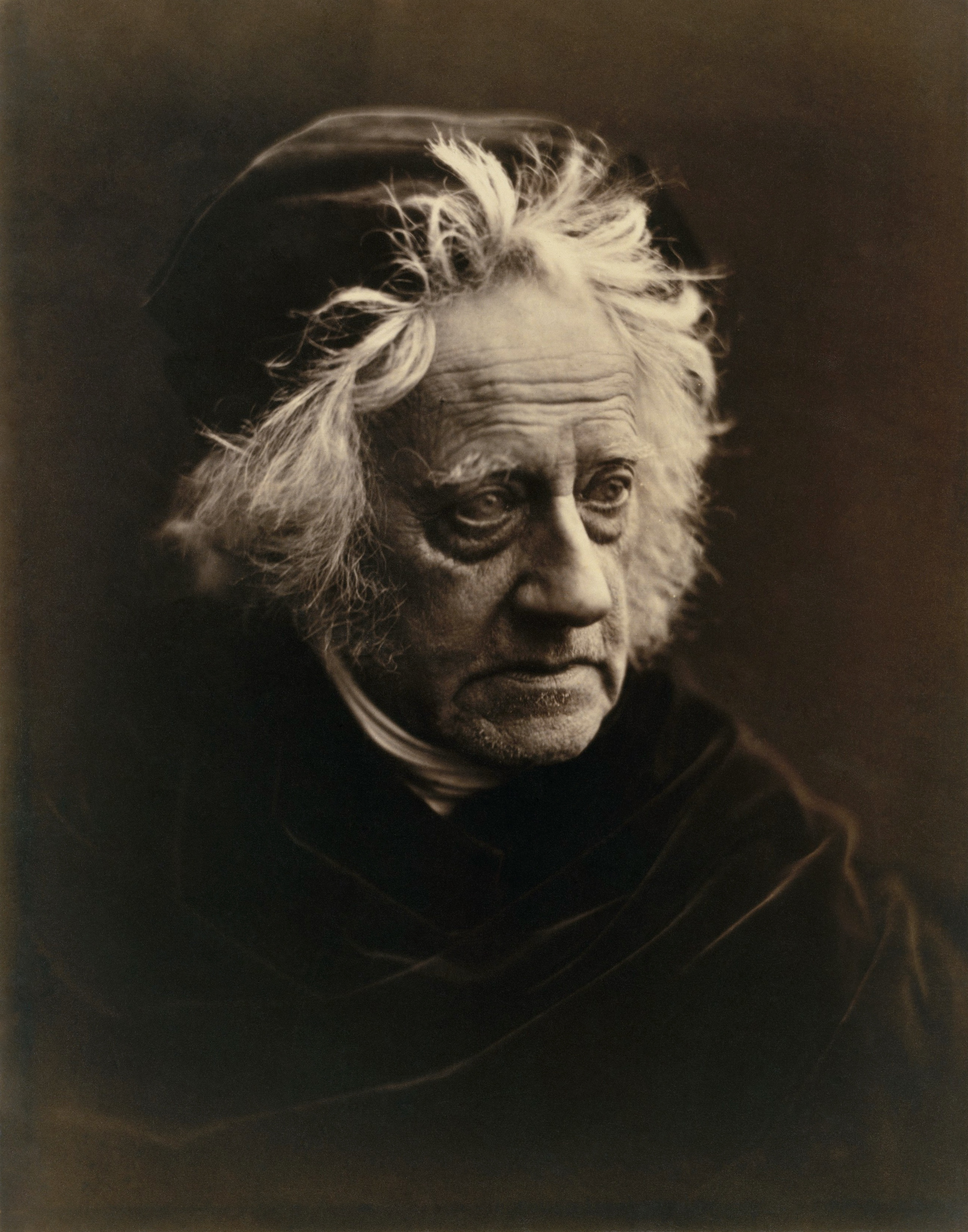
茱莉亚拍摄的约翰·赫歇尔像，1867年

1835年，她因病前往好望角休养，结识英国天文学家、光化学家约翰·赫歇尔爵士和大她20岁的查尔斯·海·卡梅隆（Charles Hay Cameron），1838年2月1日二人在加尔各答结婚，同年12月诞下一子，约翰·赫歇尔做教父:15。1839年至1852年间，他们共养育了6个孩子，其中一个是领养的。
1840年代早期，她在印度为第一代哈丁子爵亨利·哈丁组织社交活动，成为印度英国人社交圈的名人。期间，她从赫歇尔那里得知了摄影技术的发明情况:14。1842年，赫歇尔寄给她两打用卡罗法和银版照相法拍摄的相片，这是她首次看到相片:42。
一家人在1845年搬回英格兰:15，她常去肯辛顿参加前拉斐尔派的沙龙，结识了不少当代画家、诗人和贵族，其中包括丁尼生。
她在1850年代末期开始研究摄影，1863年左右得到女儿女婿赠送的照相机作为圣诞礼物。她把自家的鸡舍改造成摄影棚，开始拍摄各种人物照片，1865年加入苏格兰摄影学会（Photographic Society of Scotland）并开始将自己的作品卖给伦敦的出版商。同年8月，维多利亚和阿尔伯特博物馆购入80张她拍摄的照片:8，3年后又单独给了她两间屋子作为摄影棚，使得她成为该博物馆实质上的第一位驻场艺术家。
在女儿因难产和丈夫因病相继去世后，她也在1879年于锡兰去世。

## 扩展阅读
- Ford, Colin. . Getty Publications. 2003  [2021-09-23]. ISBN 978-0-89236-707-8. （原始内容存档于2021-10-02）.
- Douglas-Fairhurst, Robert. . Apollo. January 2016, 183 (638): 48–54.
- Lukitsh, Joanne. . Phaidon. 2006  [2021-09-23]. ISBN 9780714846187. （原始内容存档于2021-10-04）.
- Olsen, Victoria. . Palgrave Macmillan. 2003  [2021-09-23]. ISBN 978-1-4039-6019-1. （原始内容存档于2020-06-12）.
- Nordstrom, Alison Devine. . Victorian Studies. 1 April 2001, 43 (3): 499–501  [2021-09-23]. ISSN 1527-2052. S2CID 144738863. doi:10.1353/vic.2001.0072. （原始内容存档于2020-08-03）.
- Rosen, Jeff (2016). Julia Margaret Cameron's 'Fancy Subjects' Manchester University Press （页面存档备份，存于）
- Wolf, Sylvia (编). . Art Institute of Chicago. 1998  [2021-09-23]. ISBN 978-0-300-07781-0. （原始内容存档于2020-06-11）. also available through MOMA here （页面存档备份，存于）